# Josef Emanuel Canal
Josef Emanuel Canal, celým jménem Josef Emanuel Malabaila de Canal (3. června 1745, Vídeň – 20. února 1826, Praha) byl český filantrop, botanik a zoolog šlechtického původu. Založil dnes již zaniklou zahradu Kanálka v Praze.

## Život
Pocházel ze staré italské rodiny Malabaila, povýšené v roce 1672 do rytířského stavu. Jeho otec, Luigi Gerolamo, byl sardinským státním ministrem a později velvyslancem ve Vídni. V mládí působil v armádě, z které vystoupil roku 1770. Krátce po ukončení služby ve vojsku se přestěhoval do Prahy, kde se oženil s Brigittou Taafeovou roz. Chotkovou (1738-1810), dcerou Rudolfa Chotka. V Praze brzy proslul jako mecenáš, milovník umění a vědy a také jako pravý kavalír. Hrabě Canal se stal předsedou České společnosti hospodářské, stál u zrodu pražského sirotčince a chudobince a významně finančně dotoval mnoho chudých studentů, vědců a hudebníků. Založil také spolek pro nezaměstnané služebníky, vdovy a sirotky. Za své zásluhy byl jmenován čestným občanem města Prahy. Jeho služebnictvo čítalo až několik tisíc osob.
Josef Emanuel Canal byl též činným zednářem. Nejprve se stal pro svou učenost, blahovolnost a zámožnost stoličním mistrem lóže U tří korunovaných sloupů, následně působil v lóži U tří korunovaných hvězd, odkud vystoupil a založil lóži Pravdy a sjednocenosti. V návaznosti na Všeobecný regulativ pro rakouské lóže Josefa II. se stal po roce 1786 stoličním mistrem lóže Pravda a jednota u tří korunovaných sloupů. Většina Canalových příspěvků byla rozdělována spolu s příspěvky bratrů ze zednářské lóže.
Ve volném čase se věnoval hudbě, dokonce byl sám hudebním skladatelem. Po celý život si vydržoval osobní hudební sbor. Byl i zapáleným příznivcem pokroku, především pak toho hospodářského. Jeho největším koníčkem však byla botanika. Výrazně se prosazoval o zdokonalování v oblasti zahradnictví, podporoval vědecké práce o tomto tématu a kapacity v tomto oboru obdařoval štědrými finančními benefity. Financoval i první vydání knihy Flora česká od profesora botaniky Františka Vilibalda Schmidta.
Od roku 1793 byl až do smrti presidentem c. k. vlastenecko-hospodářské společnosti.
Canalovou nejvýznamnější zásluhou je založení botanické zahrady v Praze, později známé pod jménem Kanálka. Canal nejprve skoupil několik na sebe navazujících pozemků, aby je následně spojil do jedné zahrady botanické, zelinářské a ovocné. Otevřena byla roku 1791. V zahradě byly pěstovány na tu dobu nevídané štěpařské či hospodářské novinky a cizokrajné rostliny. Součástí zahrady byl i vzdělávací ústav, kde se až do Canalovy smrti přednášela hospodářsko-technická botanika. Na ústavu postupně vyučovali například František Vilibald Schmidt, Karel Bořivoj Presl, Jan Kristián Mikan, Jan Novodvorský nebo Ignác Bedřich Tausch. V roce 1811 byl v Kanálce zřízen pokusný cukrovar pro výrobu sirupu a řepného cukru (Canal byl velkým propagátorem řepného cukru) spolu s velkým drůbežnictvím.
Josef Emanuel Canal se v pozdějších letech svého života, zejména po smrti své manželky v roce 1810, začal uzavírat stále více do sebe a ve společnosti byl viděn jen zřídkakdy. Své ženě dal v parku zbudovat památník v podobě trojbokého obelisku s reliéfem aliančních znaků na soklu (jeho torzo se dochovalo v dnešních Riegrových sadech). V roce 1812 ještě v Kanálce přijal vzácné hosty, císaře Františka I. s chotí Marií Ludovikou Beatrix a jeho dcerou Marií Luisou, ale po této návštěvě se definitivně stáhl do ústraní a většinu času trávil buď sepisováním vědeckých prací, které si sám vydával a procházkami po Kanálce nebo ve svém pražském paláci. Zemřel 20. února 1826 zasažen mrtvicí. Je pochován na Olšanských hřbitovech.

## Kontroverze
Ač je ve většině historických pramenů oslavován a líčen v tom nejlepším světle, jeho osobnost obsahovala i stinné stránky. Podle současníků byl z neznámých důvodů výrazným antisemitou. Židy stavěl na roveň psům. U vstupu do jeho zahrady byla vyvěšena tabulka s nápisem „Židům a psům je vstup zakázán“ (německy: „Juden und Hunden ist der Eintritt verboten“).